# Mohammad Ali Rajai
Mohammad Ali Rajai (persiska: محمد علی رجائی), född 15 juli 1933 i Ghazvin i Persien, död 30 augusti 1981 i Teheran, var en iransk revolutionär och islamistisk politiker samt Irans andre president, efter att varit premiärminister åt Irans första president Abolhassan Banisadr. Han var president i 14 dagar innan han mördades av den islamiska socialistorganisationen Folkets mujahedin.

## Karriär
Rajai var först verksam inom Irans kejserliga flygvapen. Han deltog i en underjordisk islamistisk grupp som strävade efter att störta monarkin och Mohammad Reza Pahlavi, vilket ledde till att han arresterades flera gånger. Han deltog i revolutionen 1979, och utsågs till utbildningsminister. Därefter steg han snabbt i graderna, och blev premiärminister i augusti 1980, under president Abolhassan Banisadr. Rajai representerade Islamiska republikanska partiet, som hade en majoritet av platserna i parlamentet. 
Islamiska republikanska partiet var motståndare till utnämningen av Banisadr som president, och när Rajai utnämndes till premiärminister hamnade han snart i konflikt med Banisadr, som vägrade att godkänna de ministrar som hade utsetts av Rajai . Ayatollah Ruhollah Khomeini försökte till en början medla mellan Rajai och Banisadr, men i maj 1981 riktade Khomeini skarp kritik mot Banisadr, och den 21 juni 1981 röstade Irans parlament för att avsätta presidenten. Drygt trettio personer avrättades de följande dagarna för uppvigling. Vidare dödades Irans näst mäktigaste man, ayatollah Mohammad Beheshti, jämte 72 politiker i ett bombattentat den 28 juni vid det statsbärande partiets högkvarter. Rajai utsågs den 9 juli till presidentkandidat för Islamiska republikanska partiet, och valdes till president den 24 juli. På valdagen dödades flera personer, och drygt 60 personer i oppositionen arresterades. Till premiärminister utsåg Rajai Mohammed Javad Bahonar. Under augusti avrättades omkring 700 personer, de flesta anklagade för att vara kontrarevolutionärer.
Rajais styre ledde till massiva protester. Den 11 augusti stormades Irans ambassad i Oslo av drygt 25 iranier som hade kört från Sverige. De uppgav sig tillhöra den islamiska socialistgruppen Folkets mujahedin, ledd av Masoud Rajavi. Den 24 augusti ockuperade iranier den iranska ambassaden i Stockholm, och höll ambassadören och ett par andra som gisslan. När polisen stormade byggnaden gav de upp. Även ambassaderna i Nederländerna och Belgien ockuperades (25 augusti). Frankrike, som givit Banisadr politisk asyl, vägrade utlämna en grupp kapare ur den iranska armén till Iran samma månad. 
Den 30 augusti utsattes premiärministerns kansli för ett bombdåd. Attentatet dödade Rajai, premiärminister Bahonar, och sju andra personer. Statsåklagare Ali Ghodussi, som bar ansvaret för drygt 1000 avrättningar sedan Banisadr avsattes, dödades den 5 september samma år, i ett bombattentat mot hans kontor.
I Mohammad Ali Rajais ställe sattes ett presidentråd att styra landet, tills Ali Khamenei blev vald till efterträdare. Massavrättningarna fortsatte dock efter Rajais död.